# ブオンホー
ブオンホー（ベトナム語：Thị xã Buôn Hồ / 市社芃湖?）はダクラク省にある町である。

## 概要
7つの坊 (phường)と5つの社を有する。
- アンビン坊（An Bình / 安平）
- アンラック坊（An Lạc / 安樂）
- ビンタン坊（Bình Tân / 平新）
- ダットヒエウ坊（Đạt Hiếu / 達孝）
- ドアンケット坊（Đoàn Kết / 團結）
- ティエンアン坊（Thiện An / 善安）
- トンニャット坊（Thống Nhất / 統一）
- ビントゥアン社（Bình Thuận / 平順）
- クーバオ社（Cư Bao / 居包）
- エアブラン社（Ea Blang）
- エアズロン社（Ea Drông）
- エアシエン社（Ea Siên）